# 예멘 주재 외국공관 목록

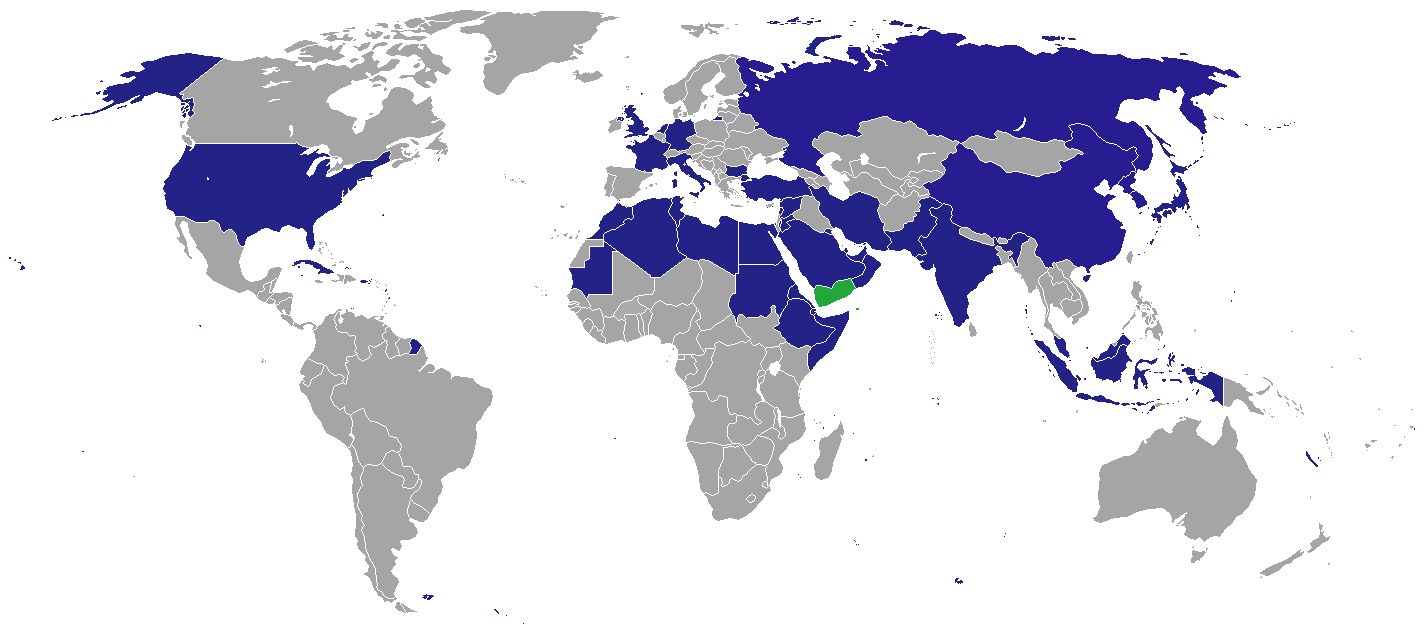
예멘에 설치된 외국공관들.

예멘 주재 외국공관 목록은 예멘에 주재하는 외국공관(대사관 및 영사관)과 동시에 예멘과 외교관계는 수립했으나 예멘에 공관을 설치하지 않은 국가에 대해 다룬다. 수도 사나에 40개국의 대사관이 설치되어 있다. 없는 경우는 주로 명예 영사관으로 분류되어 이 대열에서 배제되며, 일부 국가 소재 공관의 경우 리비아와 비슷한 최악의 상황에, 치안 및 테러 우려 등으로 인해 일시적으로 폐쇄된 곳도 존재한다.

## 대사관
사나
| - 알제리 - 불가리아 - 중국 - 2015년 4월 6일 폐쇄 - 쿠바 - 지부티 - 이집트 - 2015년 2월 23일 폐쇄 - 에리트레아 - 에티오피아 - 프랑스 - 2015년 2월 11일 폐쇄 - 독일 - 2015년 2월 13일 폐쇄 - 인도 - 인도네시아 - 이란 - 이라크 - 이탈리아 - 2015년 2월 13일 폐쇄 - 일본 - 2015년 2월 16일 폐쇄 - 요르단 - 조선민주주의인민공화국 - 대한민국 - 쿠웨이트 - 레바논 | - 리비아 - 말레이시아 - 모리타니 - 모로코 - 네덜란드 - 오만 - 파키스탄 - 팔레스타인 - 카타르 - 러시아 - 사우디아라비아 - 2015년 2월 13일 폐쇄 - 소말리아 - 스페인 - 2015년 2월 14일 폐쇄 - 수단 - 시리아 - 튀니지 - 튀르키예 - 2015년 2월 14일 폐쇄 - 아랍에미리트 - 2015년 2월 14일 폐쇄 - 영국 - 2015년 2월 11일 폐쇄 - 미국 - 2015년 2월 11일 폐쇄 |

## 총영사관/영사관
아덴
- 중국 - 2015년 4월 6일 폐쇄
- 독일
- 러시아
- 튀르키예

호데이다
- 영국 (영사관)

## 비상주공관
다음 국가들은 예멘과 외교 관계는 수립하였으나, 예멘에 대사관을 설치하지 않은 국가들이다. 옆에 병기한 지역에 설치된 공관에서 주 예멘 대사관을 겸임한다. 다만, 지역을 명시하지 않은 해당 도시는 리야드를 의미한다.
| - 아프가니스탄 - 아르헨티나 - 오스트레일리아 - 오스트리아 - 아제르바이잔 - 벨기에 - 브라질 - 브루나이 - 캐나다 - 콜롬비아 (아부다비) - 크로아티아 (카이로) - 키프로스 (아부다비) - 체코 (아부다비) - 덴마크 - 핀란드 - 그리스 - 헝가리 - 아이슬란드 (오슬로) | - 아일랜드 - 케냐 - 몰타 - 멕시코 - 노르웨이 - 폴란드 - 포르투갈 - 루마니아 (아부다비) - 세르비아 (쿠웨이트) - 싱가포르 (싱가포르) - 슬로바키아 (카이로) - 남아프리카 공화국 - 스리랑카 (무스카트) - 스웨덴 - 스위스 - 탄자니아 (아디스아바바) - 우크라이나 - 베네수엘라 |

## 같이 보기
- 예멘의 재외공관 목록